# Шувалов (Тверская область)
Шува́лов — хутор в Кувшиновском районе Тверской области. Входит в состав Прямухинского сельского поселения.

## География
Хутор находится в центральной части Тверской области, на расстоянии приблизительно 17 км (по прямой) к юго-востоку от города Кувшиново, административного центра района.

### Часовой пояс
Хутор Шувалов, как и вся Тверская область, находится в часовой зоне МСК (московское время). Смещение применяемого времени относительно UTC составляет +3:00.

## История
Отмечен на карте 1924 года как посёлок Шувалово с 14 дворами.

## Население
| 2008 | 2010 |
| ---- | ---- |
| 47   | ↘30  |

### Национальный состав
Согласно результатам переписи 2002 года, в национальной структуре населения русские составляли 91 % из 46 чел.